# Michael Orozco
Michael Orozco Fiscal (Orange, 7 febbraio 1986) è un ex calciatore statunitense, di origine messicana, di ruolo difensore.

## Carriera

### Nazionale
Ha esordito nella nazionale statunitense il 28 agosto 2008.
Viene convocato per la Copa América Centenario negli Stati Uniti.

## Palmarès

### Club

#### Competizioni nazionali
- Coppa del Messico: 1

Puebla: Clausura 2015
- USL Championship: 1

Orange County: 2021

### Nazionale
- Gold Cup: 1

2013